# Die Kindsmörderin
Die Kindsmörderin ist ein Gedicht von Friedrich Schiller aus dem Jahre 1782. Es handelt von einer schönen jungen Frau, die ihr uneheliches Kind aus Sehnsucht tötet.

## Entstehung
Das Gedicht wurde in Schillers Anthologie auf das Jahre 1782 abgedruckt, zuvor wurde eines seiner Gedichte, Die Entzückung von Laura, von Gotthold Friedrich Stäudlin im Schwäbischen Musenalmanach auf das Jahr 1782 aufgezeigt. Schiller wollte Stäudlin die Rolle eines Repräsentanten der schwäbischen Poesie nicht kampflos überlassen und veröffentlichte deshalb seine eigene Anthologie.

## Inhalt
Erste Strophe:
Horch – die Gloken weinen dumpf zusammen,

     Und der Zeiger hat vollbracht den Lauf,

Nun, so sey’s denn! – Nun, in Gottes Namen!

     Grabgefährten brecht zum Richtplaz auf.

Nimm o Welt die lezten Abschiedsküße,

     Diese Thränen nimm o Welt noch hin.

Deine Gifte – o sie schmekten süße! –

     Wir sind quitt du Herzvergifterin.

Die Handlung setzt kurze Zeit vor der Hinrichtung Luises, der Protagonistin, ein. Sie hört die Glocken erklingen und erinnert sich an ihr Verbrechen. Sie war schön und jung und hat sich von einem Mann namens Joseph verführen lassen. Sie wurde schwanger, er aber verließ sie. Der Anblick des Kindes erinnert sie nur an den verlorenen Vater und ihre Schuld. Ihr Sohn ist ein Bastard und beide werden von der Gesellschaft ausgestoßen. In ihrer Verzweiflung tötet Luise ihr Kind, weswegen sie selbst zum Tode verurteilt wird. Zuletzt rät sie allen anderen Frauen, aus ihrem Schicksal zu lernen und sich nicht von ihrer eigenen Schönheit blenden zu lassen.

## Form und Sprache
Das Gedicht ist in 15 Strophen zu jeweils 8 Zeilen unterteilt, trochäisch und mit durchgehendem Kreuzreim. Die Gleichmäßigkeit schafft einen Kontrast zur inneren Unruhe. Der ganze Text ist ein innerer Monolog des lyrischen Ichs (Luise), die mit ihrer Rückblende eine Spannung erzeugt, während der Leser im Ungewissen gelassen wird.

Es gibt zahlreiche Paradoxien („Deine Gifte – o sie schmekten süße!“, Z. 7) und Oxymora („Tödlich - lieblich“, Z. 61; „Liebe und - Verräterei“, Z. 64).

Die Sprache folgt dem Stil des Sturm und Drang. „Die Stimme des Herzens ist ausschlaggebend für die vernünftige Entscheidung.“ (Johann Gottfried Herder) Im Mittelpunkt stehen Gefühle, die Vernunft rückt in den Hintergrund. Am Text sichtbar wird dies durch die Verzweiflung der Mutter, welche in ihrem Kind nur ihre verlorene Liebe sieht und es entgegen der Vernunft tötet, um den Schmerz loszuwerden.

## Deutung
Das Kind selbst ist keine Bürde für die junge Luise, sondern die Treulosigkeit des Verführers. Das Kind hat seine Züge und suggeriert der Mutter eine Nähe zum Vater, obwohl es keine mehr gibt. Der „Flammenschmerz“ (Z. 104), der in ihr erlöschen soll, ist nicht der Mord am Kinde, sondern ihre verlorene Liebe. Schiller versucht, die Schuld der Täterin auf den Verführer zu schieben, eine andere Seite aufzuzeigen. So kann die letzte Zeile: „Bleicher Henker zittre nicht!“ als Appell an den Leser gedeutet werden. Luise ist sich ihrer Schuld sicher, aber der wahre Mörder ist die Liebe, ein Paradox.